# ژوبای دوم
ژوبای دوم شاه موریتانی، مورخ و باستان‌شناس و یکی از باسوادترین پادشاهان روزگار بود. ژوبا در روم تحصیل کرد و در ۲۹ ق م به قلمرو خویش بازگشت و پایتخت تازهٴ خود را در قیصریه بنیان نهاد و در حدود ۲۰ م درگذشت.
او راجع به تاریخ روم، آشور، عربستان‌، لیبی، راجع به هنر نقاشی (همراه با شرح حال هنرمندان)، و راجع به تاریخ نمایش نوشت، که آثار او از مآخذ اصلی پلینی بوده است.
ژوبا تحقیقاتی دربارهٴ جزایر خالدات‌ (قناری‌) به عمل آورد، و تعداد آنها را پنج جزیره می‌پنداشت. او نیجر را می‌شناخت و برخی نظریه‌های پوچ دربارهٴ نیل به وجود آورد، از قبیل این که سرچشمهٴ آن در یکی از کوه‌های موریتانی غربی است، که چندان از اقیانوس دور نیست.